# Рижское водохранилище
Ри́жское водохрани́лище (латыш. Rīgas ūdenskrātuve, Rīgas HES ūdenskrātuve) — водохранилище в центральной части Латвии на реке Даугава (Западная Двина), образованное в 1974 году в связи со строительством Рижской ГЭС. Используется также для водоснабжения Риги, у юго-восточной окраины которой расположено.
Плотина ГЭС и дамба перекрывают также рукав Сауса-Даугава и остров Долес. Ширина водохранилища выше плотины 3-4 км, дальше сокращается до 1 км. Протяжённость — 34 км (до плотины Кегумской ГЭС).
Строительство водохранилища привело к затоплению ряда островов и порогов на Даугаве и образованию нового острова, на котором находятся руины средневекового Икшкильского замка. Нижний участок водохранилища окружают дамбы общей протяжённостью 15 км.
Через плотину Рижского водохранилища проходит автодорога A5, являющаяся на этом участке также частью европейского маршрута E 67.

## Рыбалка
Рыболовство осуществляется совершенно свободно и бесплатно. В Рижском водохранилище преобладают лещи и густеры.